# Karakax

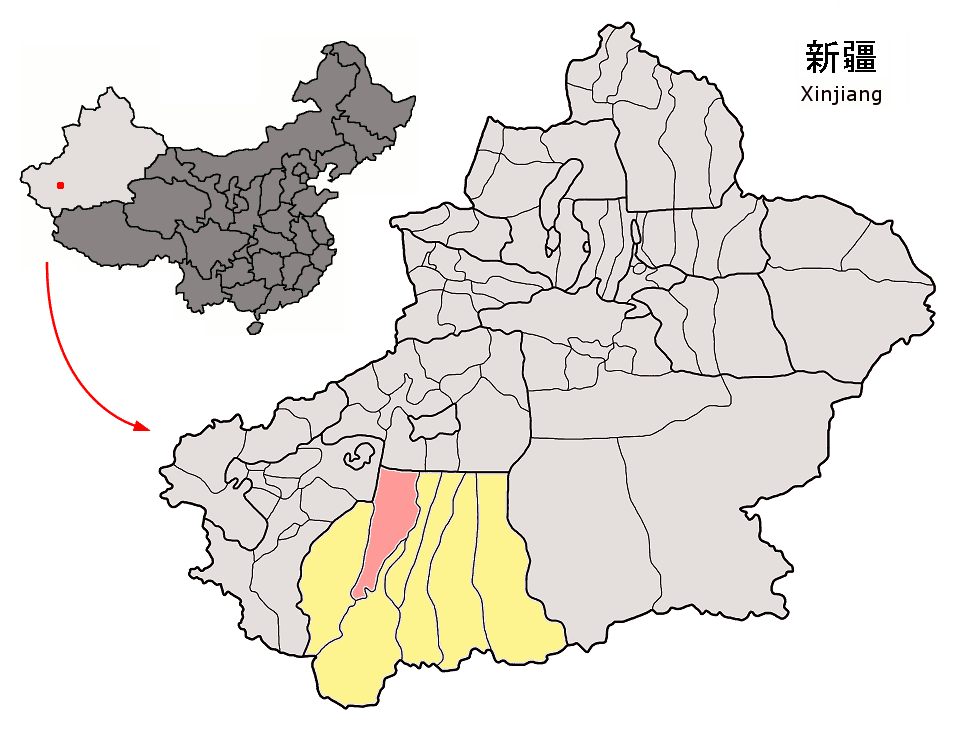
Lage des Kreises Karakax (rosa) im Regierungsbezirk Hotan (gelb)

Der Kreis Karakax (chinesisch 墨玉县, Pinyin Mòyù Xiàn, uigurisch قاراقاش ناھىيىسى Ⱪaraⱪax Naⱨiyisi) ist ein Kreis des Regierungsbezirks Hotan im Süden des Uigurischen Autonomen Gebiets Xinjiang im Nordwesten der Volksrepublik China. Er hat eine Fläche von 25.789 km² und zählt 500.114 Einwohner (Stand: Zensus 2010).
Die Stätte der Mazhatage-Verteidigungsanlage (Mazhatage shubao zhi 麻扎塔格戍堡址) steht seit 2006 auf der Liste der Denkmäler der Volksrepublik China (6-219).